# 松興站
松興站（韓語：송흥역）是朝鮮民主主義人民共和國咸鏡南道新兴郡的一個鐵路車站，属于新兴线。

## 邻近车站
新兴线
松下站 - 松興站 - 赴战岭站